# Cité Odiot
La cité Odiot est une voie située dans le 8e arrondissement de Paris, en France.

## Situation et accès
La cité Odiot s'étend à l'arrière de la rue Washington entre les numéros 26 et 34. Il existait également une entrée rue de Berri mais celle-ci a été condamnée.
Elle comprend un immeuble d'habitation en copropriété de 4 étages le long d'un petit square privatif.

## Origine du nom

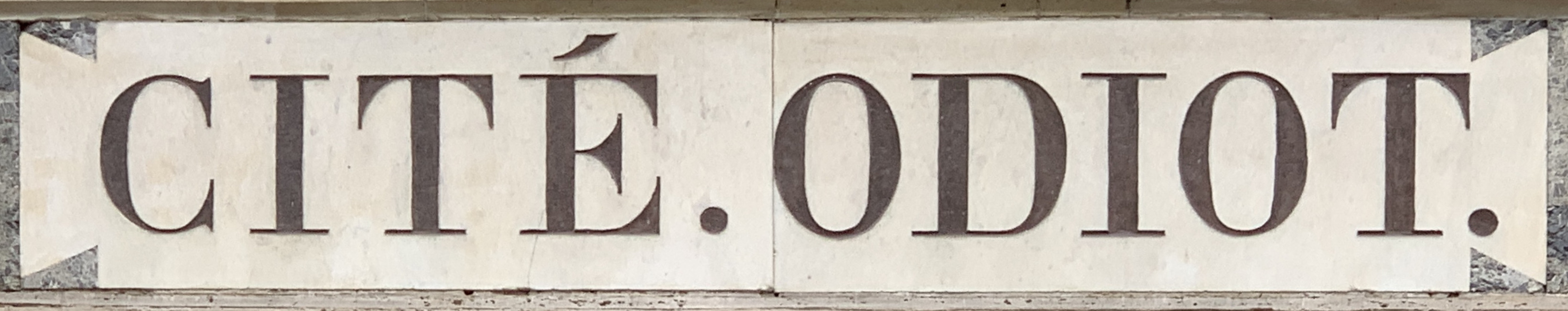
Inscription de la cité.

Cette voie prend le nom de Jean-Baptiste Claude Odiot, orfèvre célèbre sous le Premier Empire. Elle est ouverte en 1847, sur l'emplacement de l'hôtel particulier d'Odiot, propriétaire du terrain,.

## Historique
L'artiste André Durand y possédait son atelier dans les années 1850-1860.